# Aeromonadales
Die Aeromonadales sind eine Ordnung der Gammaproteobacteria, die aus zwei Familien, den Aeromonadaceae und Succinivibrionaceae besteht. Es handelt sich um stäbchenförmige, gramnegative Bakterien. Auch gekrümmte Stäbchen kommen vor, wie bei der Gattung Succinivibrio. Die Vertreter der Succinivibrionaceae sind meist obligat anaerob, sie tolerieren keinen Sauerstoff. Viele Arten kommen im anaeroben Pansen von Schafen und Rindern vor. Arten der Aeromonadaceae sind fakultativ anaerob, sie können auch in Gegenwart von Sauerstoff leben.

## Merkmale und Ökologie
Einige Arten dieser Ordnung sind durch eine polare Flagellen beweglich, andere sind unbeweglich (z. B. Ruminobacter der Succinivibrionaceae). Arten der Familie Aeromonadaceae sind weit verbreitet und kommen im Meer-, Süß- oder Brackwasser vor. Verschiedene Arten von Aeromonas sind psychrophil (kälteliebend), so zeigt die Art Aeromonas salmonicida noch bei 2 °C Wachstum.
Die Succinivibrionaceae produzieren im anaeroben Stoffwechsel durch Fermentation (Gärung) Succinat. Man spricht hierbei von succinogenen Bakterien und der Succinatgärung. Weitere Endprodukte der Fermentation sind Acetat und Formiat. Arten der Succinivibrionaceae sind oft Pansenbewohner. Ruminobacter und Succinimonas kommen zum Beispiel im Pansen von Rindern vor. Anerobiospirillum wurde im Kot von Hunden und Katzen gefunden.

## Pathogene Vertreter
In den Aeromonadales sind einige Krankheitserreger für Menschen und verschiedene Tierarten, wie z. B. Fische und Frösche, zu finden. Aeromonas salmonicida, zuerst als Bacterium salmonicida Ende des 19. Jahrhunderts beschrieben, ist pathogen für Fische und der Auslöser der Furunkulose, eine Infektionskrankheit, die bei verschiedenen Forellenfischen auftritt. Achromobacter hydrophila ist ein Krankheitserreger bei Fröschen, kann aber auch für den Menschen gefährlich sein.
Anaerobiospirillum thomasii (Succinivibrionaceae) ist humanpathogen und Erreger von Durchfallerkrankungen (Diarrhöe). Verschiedene Arten von Aeromonas, besonders die Arten A. hydrophila und A. sobria, sind auch für den Menschen pathogen. Wundinfektionen und Blutvergiftungen (Sepsis) können von Aeromonas ausgelöst werden. Aeromonas hydrophila wird als Erreger von Durchfallerkrankungen und Magen-Darm-Entzündungen (Gastroenteritis) angesehen, allerdings steht dieses Thema unter Diskussion und ist noch nicht vollständig geklärt.

## Systematik
Im Juli 2022 wurden die Familien Aeromonadaceae und Succinivibrionaceae mit folgenden Gattungen
Zu der Ordnung Aeromonadales zählen die Familien  Aeromonadaceae und Succinivibrionaceae.
Es folgt eine Liste einiger Arten (Stand 12. Mai 2024):
- Aeromonadaceae Colwell et al. 1986

- Aeromonas Stanier 1943
- Dongshaea Huang et al. 2019
- Oceanimonas corrig. Brown et al. 2001 emend. Ivanova et al. 2005
- Oceanisphaera Romanenko et al. 2003 emend. Srinivas et al. 2012 emend. Xu et al. 2014
- Pseudaeromonas Padakandla and Chae 2017
- Tolumonas Fischer-Romero et al. 1996 emend. Caldwell et al. 2011
- Zobellella Lin & Shieh 2006 emend. Yi et al. 2011

- Succinivibrionaceae Hippe et al. 1999

- Anerobiospirillum Davis et al. 1976 emend. Malnick 1997
- "Candidatus Avisuccinivibrio" Gilroy et al. 2021
- Ruminobacter (ex Sijpesteijn 1949) Stackebrandt & Hippe 1987
- Succinatimonas Morotomi et al. 2010
- Succinimonas Bryant et al. 1958
- Succinivibrio Bryant & Small 1956